# 4628 Laplace
4628 Laplace (1986 RU4) là một tiểu hành tinh vành đai chính được phát hiện ngày 7 tháng 9 năm 1986 bởi E. W. Elst ở Rozhen.